# Aegolipton gahani
Aegolipton gahani là một loài bọ cánh cứng trong họ Cerambycidae.